# Clostera costicomma
Clostera costicomma är en fjärilsart som beskrevs av George Francis Hampson 1892. Clostera costicomma ingår i släktet Clostera och familjen tandspinnare. Inga underarter finns listade i Catalogue of Life.